# Politisches Theater
Politisches  Theater ist eine Form der performativen Kunst oder des Dramas, die politische Themen oder Anliegen aufgreift und als solche in den Mittelpunkt der Handlung oder des Bühnengeschehens rückt. Zu unterscheiden ist zwischen politischem Theater in weitem Sinn als Theater mit allgemein politischem Gehalt und einem politischen, das heißt interventionistischen Theater im Engeren.

## Politisches Theater als Sammelbegriff
Unter dem Begriff des politischen Theaters werden vielfältige Theaterformen zusammengefasst, die zentrale gesellschaftspolitische Themen und Thesen in ihren Mittelpunkt rücken. Zentrale Absicht von politischem Theater in seiner engeren, interventionistischen Form ist die kritische Untersuchung komplexer gesellschaftlicher Strukturen und der Kampf um gesellschaftliche Veränderung. Aufgrund seiner umstrittenen Stoffe, provokanten Thesen und seines systemkritischen Potenzials führte politisches Theater im Unterschied zu anderen Theaterformen überproportional häufig zu heftigen gesellschaftlichen Kontroversen. Der Begriff des „politischen Theaters“ geht auf die gleichnamige Schrift Erwin Piscators von 1929 zurück.
Ausgesprochen politische Formen des Theaters waren das Theater Leopold Jessners und Erwin Piscators und das epische Theater von Bertolt Brecht. Auch Theaterformen wie das NS-Theater (Thingspiele etc.) wurden von deren Urhebern als politisches Theater verstanden und propagiert. Affirmativen Theaterformen wie den Inszenierungen NS-naher Stücke im „Dritten Reich“ fehlt jedoch der für politisches Theater im Engeren charakteristische gesellschaftskritische Impuls. Als politisches Theater wurden auch das Dokumentarische Theater der sechziger Jahre, in den USA das Straßentheater der San Francisco Mime Troupe, das Puppentheater des Bread and Puppet Theaters oder das körperbetonte Theater des New Yorker Living Theatre und in Südamerika (Brasilien) das auch in Europa populäre Theater der Unterdrückten des Augusto Boal klassifiziert. Auch freie Gruppen wie das seit 1982 bestehende Tourneetheater Berliner Compagnie lassen sich diesem Bereich zuordnen.

## Klassiker und Politik
Als politisches Theater im weiteren Sinne wurden bereits die ersten westlichen Dramen der antiken Polis und der demokratischen Stadtstaaten interpretiert. Diese Stücke wurden in den großen Amphitheatern aufgeführt, die auch für theatralische Aufführungen, religiöse Zeremonien und politische Versammlungen genutzt wurden. Dies verlieh ihnen rituelle und soziale Bedeutung, die die Relevanz des politischen Stoffes steigerte. Kontroverse politische Themen wurden im Herzen der Athenischen Gesellschaft zur Diskussion gestellt. Im englischen Sprachraum wurde insbesondere William Shakespeare als Autor eines politischen Theaters identifiziert. Seine historischen Stücke wie King Lear und Macbeth untersuchen das Wesen politischer Führerschaft bzw. deren Mangel ebenso wie die Komplexität des Verhaltens menschlicher Wesen, die von der Gier nach Macht getrieben werden. Coriolanus verhandelt die Klassenkämpfe der römischen Republik. Analog konnte in der deutschen Kulturgeschichte Friedrich Schiller als wichtiger Anreger eines Theaters mit politischem Einschlag, das von einem politischen, am moralischen Freiheitsideal orientierten Pathos gekennzeichnet ist, herangezogen werden.

## Theateravantgarde und politisches Theater
Maßgebliche Impulse gingen im frühen 20. Jahrhundert von der russischen Theateravantgarde im Zusammenhang der Oktoberrevolution von 1917 aus (Bogdanows Proletkult, Meyerhold, Eisenstein). Nachfolgend wurde so unterschiedlichen Erscheinungsformen von Theater wie dem schematisierenden proletarischen und dem Agitprop-Straßentheater, den interventionistischen Inszenierungen der deutschen Theateravantgarde der zwanziger Jahre, aber auch volkstümlicheren Formen wie dem Kabarett oder kritischen Volkstheater attestiert, ein Theater von und für das Volk zu sein, das zugleich spezifisch politische (oftmals marxistisch inspirierte) Inhalte transportiere.
Zu einer gänzlich eigenen komplexen Ästhetik entwickelte Bertolt Brecht das politische Theater in Form des epischen Theaters, das den Zuschauer in einer rationalen, weniger auf Einfühlung setzenden Weise einbinden sollte. Brechts Ästhetik beeinflusste und regte politische Theatermacher in der ganzen Welt an, insbesondere in Lateinamerika (Augusto Boal, das Theater der Unterdrückten), Indien und Afrika.
In Auseinandersetzung mit aktuellen politischen Themen nahmen in den 1960er Jahren Autoren wie Peter Weiss und Heinar Kipphardt eine weitreichende Neuformulierung des konventionellen Geschichtsdramas vor und reaktualisierten dabei das politische Theater. Das sogenannte Dokumentartheater lehnte sich eng an historische Dokumente wie die Prozessakten des Auschwitzprozesses in Frankfurt an (Peter Weiss, Die Ermittlung) und fand seine Fortsetzung in vielfältigen Formen von Theater und Inszenierung, die den öffentlichen Raum zum Verhandlungsort politischer und ästhetischer Fragen machten.
In der DDR waren es vor allem Autoren wie Heiner Müller, Volker Braun und Peter Hacks, die sich zur Brecht-Tradition bekannten und ihre Stücke als Beitrag zu einem dezidiert politischen Theater verstanden. Die kritische Sicht dieser Autoren auf die reale Entwicklung der sozialistischen Idee in der DDR führte jedoch dazu, dass bestimmte Texte zeitweilig oder – wie etwa Müllers Mauser – bis zum Ende der DDR verboten waren.
Eine gesonderte Ausprägung eines eher aufklärerischen Theaters entstand in den 1970er Jahren durch feministische Autorinnen wie Elfriede Jelinek oder Caryl Churchill.

## „Politisches Theater“ nach 1990
Seit den 1990er Jahren haben sich in der deutschen Theaterszene durch die weithin ausstrahlenden Impulse der Berliner Volksbühne unter der Intendanz Frank Castorfs vielfältige Ansatzpunkte eines politisch involvierten Theaters entwickelt. Unter Rückgriff auf Formen von Happening, Performance oder szenischer Installation wird von dessen Regisseuren und „Kuratoren“ nach neuen szenischen Antworten auf aktuelle politische Herausforderungen gesucht, darunter insbesondere von Christoph Schlingensief, René Pollesch und Christoph Marthaler. Versuche zur Neubestimmung eines explizit aufklärerischen Theaters sowohl auf inhaltlicher als auch formaler Ebene gingen nach 2000 auch von Volker Lösch aus.
Dennoch erscheint gegenwärtig eine einheitliche, für sämtliche theatralen Projekte gültige Definition von „Politischem Theater“ kaum möglich, zumal der Begriff an sich kaum mehr präskriptive Verwendung findet. Es bietet sich eher an, vom „Politischen“ eines Theaters zu sprechen, wobei keine ideologischen Konzepte mehr postuliert werden, sondern eigenartige Relationen zwischen politischem Diskurs und Theaterästhetik festzumachen sind, die sich oftmals in Erfahrungen der Freiheit vom politisch dominierten Alltagsbewusstsein manifestieren und dem Zuschauer Erfahrungen einer ästhetischen „Freiheit“ im Sinne Friedrich Schillers ermöglichen, die sich weder einer politischen Ideologie noch einem aufklärenden Lehrtheater zuordnen lässt.
Das Politische des Theaters manifestiert sich somit vorderhand in seiner anthropologischen Grundbedingung des Aufeinander-Treffens im Rahmen der Aufführung. Versteht man das Politische als Dissens oder Bruch mit einer gegebenen Ordnung, wird dieser im Gegenwartstheater oftmals durch ein Kollidieren zwischen Ästhetischem und Sozialem herbeigeführt, sei es durch eine „Exploration des situativen Aspekts“ (Hans-Thies Lehmann) oder durch einen „Re-Entry des Sozialen“ ins Ästhetische (Benjamin Wihstutz). Insofern kann vom Politischen des Theaters als von einem Laboratorium gesprochen werden, das soziale Konfrontationen mit Experimentiercharakter ermöglicht und dem Einzelnen Freiheitserfahrungen ermöglicht, die sich in der Aufhebung des Dualismus von Gefühl und Verstand bzw. Körper und Geist widerspiegeln. Die Frage nach dem Potenzial des Theaters zur realpolitischen Verbesserung der Gesellschaftszustände muss unter diesen Gesichtspunkten neu diskutiert werden.

## Bibliographie
Europa
- Götz Dapp: Mediaclash In Political Theatre. Building on and Continuing Brecht (= Kleine Mainzer Schriften zur Theaterwissenschaft. 9). Tectum, Marburg 2007, ISBN 978-3-8288-9176-0.
- Erika Fischer-Lichte: Theatre, sacrifice, ritual. Exploring forms of political theatre. Routledge, London u. a. 2005, ISBN 0-415-27675-6.
- Dorothea Kraus: Theater-Proteste. Zur Politisierung von Straße und Bühne in den 1960er Jahren (= Historische Politikforschung. 9). Campus, Frankfurt am Main u. a. 2007, ISBN 978-3-593-38335-4 (Zugleich: Bielefeld, Universität, Dissertation, 2006).
- Siegfried Melchinger: Geschichte des politischen Theaters (= Suhrkamp-Taschenbuch. 153–154). Band 1 und 2. Neu durchgesehene Ausgabe. Suhrkamp, Frankfurt am Main 1974, ISBN 3-518-06653-6 (Bd. 1), ISBN 3-518-06654-4 (Bd. 2).
- Erwin Piscator: Zeittheater. „Das politische Theater“ und weitere Schriften von 1915 bis 1966 (= Rowohlts Enzyklopädie. 429). Ausgewählt und bearbeitet von Manfred Brauneck und Peter Stertz. Rowohlt, Reinbek bei Hamburg 1986, ISBN 3-499-55429-1.
- Stephan Porombka, Wolfgang Schneider, Volker Wortmann (Hrsg.): Politische Künste (= Jahrbuch für Kulturwissenschaften und ästhetische Praxis. 2007). Francke, Tübingen 2007, ISBN 978-3-7720-8196-5.
- Jacques Rancière: Die Aufteilung des Sinnlichen. Die Politik der Kunst und ihre Paradoxien. b-books, Berlin 2006, ISBN 3-933557-67-4.
- Marc Silbermann: Die Tradition des politischen Theaters in Deutschland. In: Aus Politik und Zeitgeschichte. Band 56, Nr. 23–24, 2006, S. 13–22, (online).
- Peter von Becker, Eberhard Görner, Franziska Schößler, Geoffrey V. Davis, Wolfgang Bergmann, Doris Kolesch, Günther Maihold: Politisches Theater (= Aus Politik und Zeitgeschichte. Bd. 58, Nr. 42, 2008). Bundeszentrale für politische Bildung, Bonn 2008, (online).

Andere Kontinente
- Heidrun Adler: Politisches Theater in Latein-Amerika. Von der Mythologie über die Mission zur kollektiven Identität (= Beiträge zur Kulturanthropologie.). Reimer, Berlin 1982, ISBN 3-496-00529-7.
- Yolanda Broyles-González: El Teatro Campesino. Theater in the Chicano Movement. University of Texas Press, Austin TX 1994, ISBN 0-292-72082-3.
- Charlotte Canning: Working from experience. A history of feminist theater in the United States, 1969 to the present. Seattle WA 1991, (Seattle, University of Washington, Dissertation, 1991).
- Simone Odierna, Fritz Letsch (Hrsg.): Theater macht Politik. Forumtheater nach Augusto Boal. Ein Werkstattbuch (= Gautinger Protokolle. 36 = Materialien der AG SPAK. 159). Institut für Jugendarbeit u. a., Gauting u. a. 2006, ISBN 3-930830-38-8.
- Theodore Shank: Beyond the Boundaries. American Alternative Theatre. University of Michigan Press, Ann Arbor MI 2002, ISBN 0-472-11166-3.